# 紫薄鳅
紫薄鳅（学名：Leptobotia taeniops）为輻鰭魚綱鯉形目沙鳅科薄鳅属的鱼类，為溫帶淡水魚，是中国的特有物种。分布于四川境内分布于长江干流和岷江等水系，一般生活于流水环境，生活習性不明。该物种的模式产地在四川。

## 扩展阅读
維基物種上的相關：紫薄鳅